# Orehovica (Međimurje)
Pour les articles homonymes, voir Orehovica.
Orehovica est un village et une municipalité située dans le comitat de Međimurje, en Croatie. Au recensement de 2001, la municipalité comptait 2 762 habitants, dont 89,82 % de Croates et 8,56 % de Roms ; le village seul comptait 1 659 habitants.

## Localités
La municipalité d'Orehovica compte 3 localités : Orehovica, Podbrest et Vularija.